# Historia de un hombre de 561 años
Historia de un hombre de 561 años es una película de Argentina filmada en Eastmancolor dirigida por Lucio Donantuoni según su propio guion escrito en colaboración con Carlos Grassi según el poema de Armando Tejada Gómez que se estrenó el 6 de junio de 1974 y que tuvo como actores principales a Juan Belmonte y María Belmonte. Fue rodado en Mendoza.
El filme participó del Foro de las Juventudes en Berlín y fue invitado al Festival de Mannheim.

## Sinopsis
Juan Belmonte, su familia y su lucha en Mendoza contra los contratistas de viñas.

## Reparto
Intervinieron en el filme los siguientes intérpretes:
- Juan Belmonte
- María Belmonte
- Armando Tejada Gómez

## Comentarios
A.C. en La Prensa escribió:

“Alcanza sus objetivos polémicos con seriedad, honestidad y altura”.

La Nación opinó:

“Poético relato de carácter testimonial”.

Manrupe y Portela escriben:

“Antropología social y docudrama filmado y proyectado en 16 milímetros rodado en Mendoza”.